# Gurgaon
Gurgaon (hindi गुड़गांव) – miasto w Indiach w stanie Hariana. W 2011 roku miasto zamieszkiwało 877 tysięcy osób. Położone 35 kilometrów na południowy zachód od Connaught Place (centrum New Delhi) i około 10 kilometrów na południe od międzynarodowego lotniska imienia Indiry Gandhi. Gurgaon jest jednym z błyskawicznie rozwijających się miast satelickich stolicy Indii. Mieści się tam fabryka Suzuki, gdzie produkowany jest model tej marki – Wagon R.